# Thomas Hood

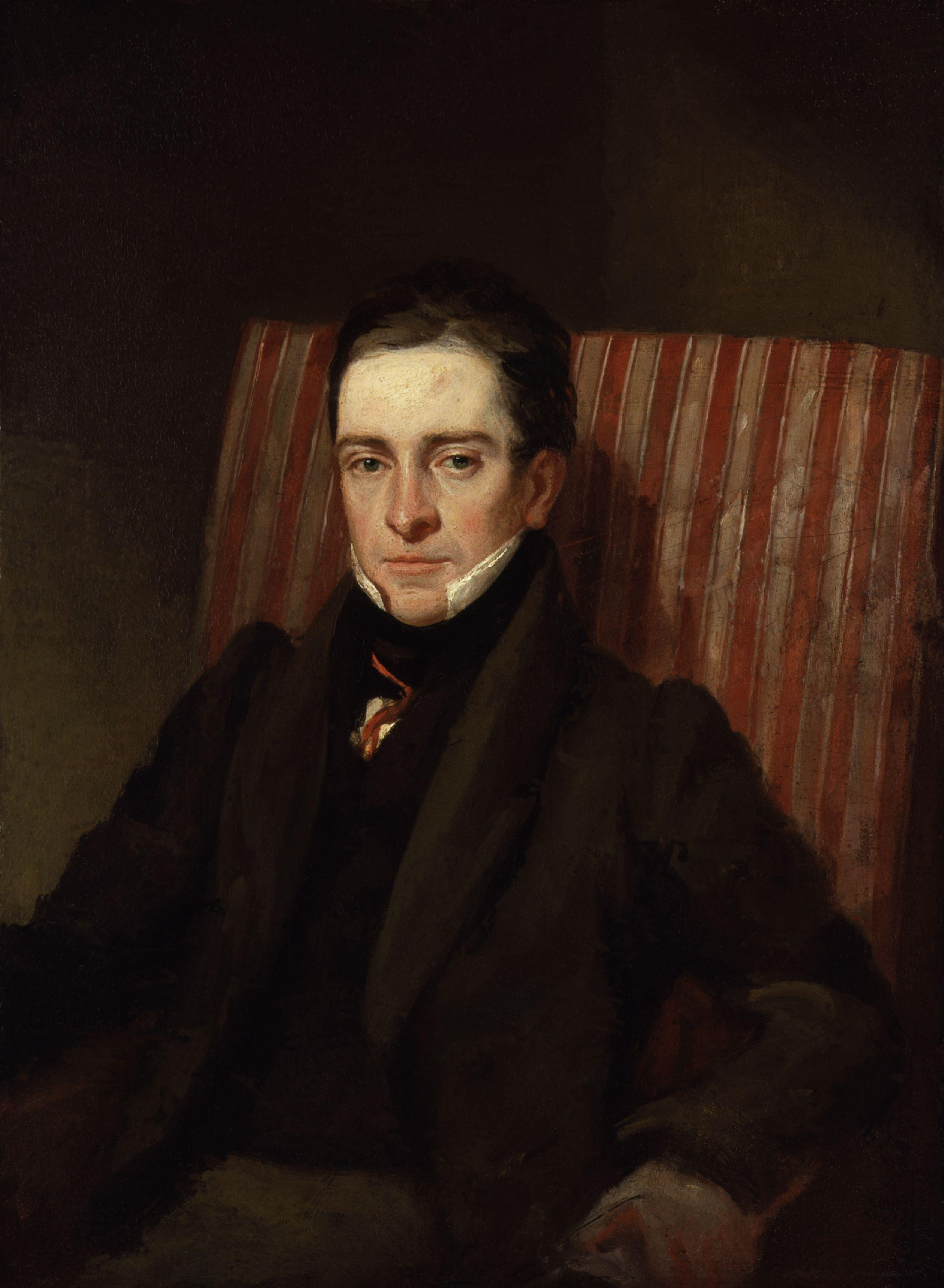
Thomas Hood

Thomas Hood (n. 23 mai 1799 - d. 3 mai 1845) a fost un poet și umorist englez de origine scoțiană.
A scris poeme patetice cu implicații sociale și versuri umoristice și satirice la adresa unor oameni importanți ai epocii.

## Scrieri
- 1825 - Ode și cuvântări adresate unor oameni mari ("Odes and Addresses to Great People")
- 1826 - Capricii și bizarerii în proză și versuri ("Whims and Oddities in Prose and Verse")
- 1843 - Cântecul cămășii ("The Song of the Shirt")
- 1845 - Puntea suspinelor ("The Bridge of Sighs").

Hood a fost și editor al publicațiilor: London Magazine, The Comic Annual, New Monthly Magazine, Hood's Monthly Magazine.